# 諾斯福克鎮區 (密蘇里州巴頓縣)
諾斯福克鎮區（英語：Northfork Township）是位於美國密蘇里州巴頓縣的一個行政鎮區。

## 地方資料
諾斯福克鎮區的面積為85.60平方千米，當中陸地面積為85.27平方千米，而水域面積為0.33平方千米。根據2020年美國人口普查的數據，當地共有人口281人，而人口密度為每平方千米3.28人。